# Friedrich Casimir von Loewenwolde
Friedrich Kasimir von Löwenwolde (ros. Фридрих Казимир Левенвольде) (ur. 1692, zm. 5 marca 1769 w Wiedniu) – rosyjski dyplomata, rosyjski poseł nadzwyczajny i minister pełnomocny w I Rzeczypospolitej w latach 1730–1733, generał kawalerii wojsk austriackich, hrabia cesarstwa od 1738.
Gdy był posłem rosyjskim w Polsce (1730–1733) miał miejsce w styczniu 1731 roku tajemniczy atak na jego powóz. Zraniono wówczas jednego z jego urzędników, którego wzięto za samego posła. Sprawa nigdy nie została wyjaśniona.
Na wieść o wyborze Augusta III Sasa na króla Polski (5 października 1733) doszło do oblężenia ambasady rosyjskiej w Warszawie. Ludność miasta sympatyzująca z Leszczyńskim wyładowywała swą niechęć do Wettyna zwracając się przeciw tym, których powszechnie podejrzewano o intrygi mające na celu osadzenie go na tronie.
21 listopada 1733 przeszedł na służbę austriacką. 12 czerwca 1754 został mianowany na stopień generała kawalerii ze starszeństwem z 11 listopada 1748.